# ولسوالی بهسود، ولایت ننگرهار
ولسوالی بهسود بهسود ننگرهار یا بهسود شرقی یکی از ۲۳ ولسوالی هزاره‌نشین ولایت ننگرهار در شرق افغانستان به مرکزیت قلعه ریگ می‌باشد. بهسود از ولسوالی‌های درجه دوم ننگرهار بود، پهناوری آن ۳۰۹ کیلومتر مربع است و با ۱۵۱٬۵۳۳ نفر جمعیت در سال ۱۴۰۰، سومین ولسوالی پرجمعیت ولایت ننگرهار می‌باشد.
ولسوالی بهسود در نقطه وسطی دریاهای کابل و کنر موقعیت دارد. این ولسوالی به وسیله یک شاهراه ۹۰ کیلومتری با شهر کابل وصل شده، و با همین حدود در شرق با شهر پشاور پاکستان وصل می‌باشد.
۸۰٪ جمعیت این ولسوالی را هزاره‌ها، ۱۵٪ را عرب‌ها و ۵٪ را پشه‌ای‌ها تشکیل می‌دهد. هزاره‌های این ولسوالی از شاخه مشرقی قوم بهسود، به‌نام مقصود می‌باشند. قلمرو قبیله مقصود درگذشته شامل پشاور، پکتیا و بیشتر ننگرهار می‌شد اما امروز بیشتر آنها میان قبایل پشتون جذب شده‌اند و عده‌ای کمی از آنها با مذهب تسنن در این ولسوالی باقی مانده‌اند.

## پیشینه

### دولت هندوسکایی

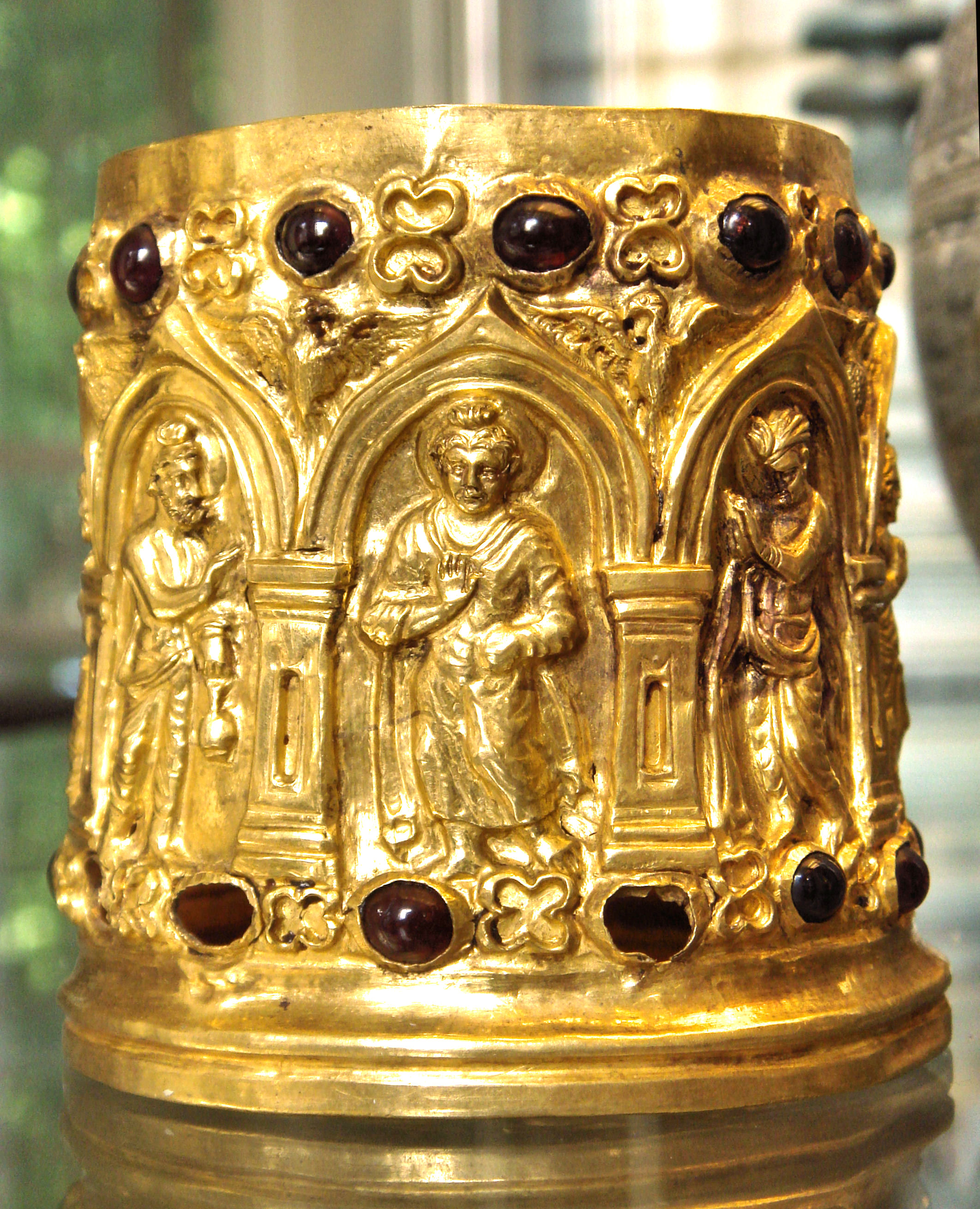
ظرفی طلاکاری شده از چُدَن با سنگ‌های قیمتی، که بودا و ایزدان هندو را در دو طرفش، برَهما (چپ) و شَکرا (راست)، نشان می‌دهد. این ظرف در استوپهٔ بودایی در منطقهٔ بیماران در نزدیکی جلال‌آباد در شرق افغانستان یافت شده؛ سکه‌هایی هندوسکایی آزِس دوم در داخل ظرف یافت شده‌اند، موزیم بریتانیا، لندن.

در طی یکی از نخستین کاوش‌های غیرحرفه‌ای در افغانستان در سال‌های ۳۸–۱۸۳۳ میلادی، چارلز مسون (Charles Masson)، جهانگرد بریتانیایی در پایگاهی که بنام استوپه شمارهٔ ۲، در بیماران شناخته می‌شود، در نزدیکی جلال‌آباد در شرق افغانستان، یک ظرف زرین کوچک را کشف کرد که حاوی بقایای بودایی (مرواریدهای سوخته، مُهره‌هایی که از سنگ‌های گرانبها و نیمه‌گرانبها) و سکه‌های ضرب‌شده توسط آزِس دوم (Azes II)، پادشاه سکایی بود.
این ظرف کوچک زرین که سه سانتیمتر ارتفاع دارد، و بر روی جدارهٔ آن سنگ‌های قیمتی کار شده، و احتمالاً هنر دوران هندویونانی است، به عنوان شاهکار هنر یونانی بودایی از گندهارا است.

## آب و هوا
| داده‌های اقلیم بهسود               | داده‌های اقلیم بهسود | داده‌های اقلیم بهسود | داده‌های اقلیم بهسود | داده‌های اقلیم بهسود | داده‌های اقلیم بهسود | داده‌های اقلیم بهسود | داده‌های اقلیم بهسود | داده‌های اقلیم بهسود | داده‌های اقلیم بهسود | داده‌های اقلیم بهسود | داده‌های اقلیم بهسود | داده‌های اقلیم بهسود | داده‌های اقلیم بهسود |
| ماه                               | ژانویه              | فوریه               | مارس                | آوریل               | مه                  | ژوئن                | ژوئیه               | اوت                 | سپتامبر             | اکتبر               | نوامبر              | دسامبر              | سال                 |
| --------------------------------- | ------------------- | ------------------- | ------------------- | ------------------- | ------------------- | ------------------- | ------------------- | ------------------- | ------------------- | ------------------- | ------------------- | ------------------- | ------------------- |
| میانگین بیش‌ترین °C (°F)           | ۱۵٫۹ (۶۱)           | ۱۷٫۹ (۶۴)           | ۲۲٫۵ (۷۳)           | ۲۸٫۳ (۸۳)           | ۳۴٫۷ (۹۴)           | ۴۰٫۴ (۱۰۵)          | ۳۹٫۳ (۱۰۳)          | ۳۸٫۰ (۱۰۰)          | ۳۵٫۲ (۹۵)           | ۳۰٫۵ (۸۷)           | ۲۳٫۳ (۷۴)           | ۱۷٫۵ (۶۴)           | ۲۸٫۶۳ (۸۳٫۶)        |
| میانگین روزانه °C (°F)            | ۸٫۵ (۴۷)            | ۱۰٫۹ (۵۲)           | ۱۶٫۳ (۶۱)           | ۲۱٫۹ (۷۱)           | ۲۷٫۷ (۸۲)           | ۳۲٫۷ (۹۱)           | ۳۲٫۸ (۹۱)           | ۳۱٫۹ (۸۹)           | ۲۸٫۱ (۸۳)           | ۲۲٫۲ (۷۲)           | ۱۴٫۹ (۵۹)           | ۹٫۵ (۴۹)            | ۲۱٫۴۵ (۷۰٫۶)        |
| میانگین کم‌ترین °C (°F)            | ۲٫۹ (۳۷)            | ۵٫۶ (۴۲)            | ۱۰٫۵ (۵۱)           | ۱۵٫۳ (۶۰)           | ۱۹٫۸ (۶۸)           | ۲۴٫۷ (۷۶)           | ۲۶٫۷ (۸۰)           | ۲۶٫۲ (۷۹)           | ۲۱٫۴ (۷۱)           | ۱۴٫۴ (۵۸)           | ۶٫۹ (۴۴)            | ۳٫۵ (۳۸)            | ۱۴٫۸۳ (۵۸٫۷)        |
| سابقهٔ کم‌ترین °C (°F)              | −۴٫۱ (۲۵)           | −۳٫۵ (۲۶)           | ۱٫۰ (۳۴)            | ۶٫۱ (۴۳)            | ۱۰٫۶ (۵۱)           | ۱۳٫۵ (۵۶)           | ۱۹٫۰ (۶۶)           | ۱۷٫۵ (۶۴)           | ۱۱٫۰ (۵۲)           | ۲٫۷ (۳۷)            | −۴٫۵ (۲۴)           | −۵٫۵ (۲۲)           | −۵٫۵ (۲۲)           |
| بارندگی میلی‌متر (اینچ)            | ۱۸٫۱ (۰٫۷۱)         | ۲۴٫۳ (۰٫۹۶)         | ۳۹٫۲ (۱٫۵۴)         | ۳۶٫۴ (۱٫۴۳)         | ۱۶٫۰ (۰٫۶۳)         | ۱٫۴ (۰٫۰۶)          | ۶٫۹ (۰٫۲۷)          | ۷٫۷ (۰٫۳)           | ۸٫۳ (۰٫۳۳)          | ۳٫۲ (۰٫۱۳)          | ۸٫۳ (۰٫۳۳)          | ۱۲٫۱ (۰٫۴۸)         | ۱۸۱٫۹ (۷٫۱۷)        |
| میانگین روزهای بارانی             | ۴                   | ۵                   | —                   | —                   | ۴                   | ۱                   | ۱                   | ۱                   | ۱                   | ۱                   | ۲                   | ۳                   | —                   |
| درصد رطوبت                        | ۶۱                  | ۶۰                  | ۶۲                  | ۵۹                  | ۴۷                  | ۴۰                  | ۵۲                  | ۵۸                  | ۵۶                  | ۵۵                  | ۵۸                  | ۶۳                  | ۵۵٫۹                |
| میانگین روزانه ساعت‌های تابش آفتاب | ۱۸۰٫۹               | ۱۸۲٫۷               | ۲۰۷٫۱               | ۲۲۷٫۸               | ۳۰۴٫۸               | ۳۳۹٫۶               | ۳۲۵٫۹               | ۲۹۹٫۷               | ۲۹۳٫۶               | ۲۷۷٫۶               | ۲۳۱٫۰               | ۱۸۵٫۶               | ۳٬۰۵۶٫۳             |
| منبع: NOAA (1964-1983)            |                     |                     |                     |                     |                     |                     |                     |                     |                     |                     |                     |                     |                     |